# Премия Лоренса Оливье за лучший возобновлённый мюзикл
Премия Лоренса Оливье за лучший возобновлённый мюзикл (англ. Laurence Olivier Award for Best Musical Revival) — британская награда, присуждаемая Театральным сообществом Лондона, в качестве признания профессиональных достижений в сфере театра. Была создана в 1976 году и переименована в 1984 году в честь великого британского актёра. С 1997 по 2007 годы награда вручалась за Выдающуюся постановку мюзикла.
Премия в номинации «Лучший возобновлённый мюзикл» была впервые вручена в 1991 году; в 1996 году награда была исключена из церемонии награждения. С 1997 по 2007 годы данная номинация носила название «Выдающаяся постановка мюзикла».

## Победители и номинанты
В расположенных ниже таблицах находятся названия победителей и номинантов на премию Лоренса Оливье в категории «Лучший возобновлённый мюзикл».
| Значок | Значение          |
| ------ | ----------------- |
| ★      | Выигравший мюзикл |

### 1990-е
| Год  | Название мюзикла                              | Оригинальное название мюзикла                  | Либретто                            | Музыка                       | Слова                               | Прим. |
| ---- | --------------------------------------------- | ---------------------------------------------- | ----------------------------------- | ---------------------------- | ----------------------------------- | ----- |
| 1991 | «Плавучий театр» ★                            | Show Boat                                      | Оскар Хаммерстайн II                | Джером Керн                  | Оскар Хаммерстайн II                | [ 1 ] |
| 1991 | «Фантастикс»                                  | The Fantasticks                                | Том Джонс                           | Харви Шмидт                  | Том Джонс                           | [ 1 ] |
| 1991 | «Шоу Рокки Хоррора»                           | The Rocky Horror Show                          | Ричард О’Брайен                     | Ричард О’Брайен              | Ричард О’Брайен                     | [ 1 ] |
| 1992 | «Мальчики из Сиракуз» ★                       | The Boys from Syracuse                         | Джордж Эбботт                       | Ричард Роджерс               | Лоренц Харт                         | [ 2 ] |
| 1992 | «Иосиф и удивительный разноцветный плащ снов» | Joseph and the Amazing Technicolor Dreamcoat   | Тим Райс                            | Эндрю Ллойд Уэббер           | Тим Райс                            | [ 2 ] |
| 1993 | «Карусель» ★                                  | Carousel                                       | Оскар Хаммерстайн II                | Ричард Роджерс               | Оскар Хаммерстайн II                | [ 3 ] |
| 1993 | «Энни, возьми своё ружьё»                     | Annie Get Your Gun                             | Герберт и Дороти Филдс              | Ирвинг Берлин                | Ирвинг Берлин                       | [ 3 ] |
| 1993 | «Леди, будьте добры!»                         | Lady, Be Good                                  | Гай Болтон и Фред Томпсон           | Джорж Гершвин                | Айра Гершвин                        | [ 3 ] |
| 1994 | «Суини Тодд, демон-парикмахер с Флит-стрит» ★ | Sweeney Todd: The Demon Barber of Fleet Street | Хью Уилер                           | Стивен Сондхайм              | Стивен Сондхайм                     | [ 4 ] |
| 1994 | «Кабаре»                                      | Cabaret                                        | Джо Мастерофф                       | Джон Кандер                  | Фред Эбб                            | [ 4 ] |
| 1994 | «Бриолин»                                     | Grease                                         | Джим Джейкобс и Уоррен Кейси        | Джим Джейкобс и Уоррен Кейси | Джим Джейкобс и Уоррен Кейси        | [ 4 ] |
| 1994 | «Опера нищего»                                | The Beggar’s Opera                             | Джон Гей                            | Джон Кэйрд и Илона Секач     | Джон Кэйрд и Илона Секач            | [ 4 ] |
| 1995 | «Она любит меня» ★                            | She Loves Me                                   | Джо Мастерофф                       | Джерри Бок                   | Шелдон Харник                       | [ 5 ] |
| 1995 | «Карта»                                       | The Card                                       | Кит Уотерхаус и Уиллис Холл         | Тони Хэтч                    | Энтони Дрю                          | [ 5 ] |
| 1995 | «Оливер!»                                     | Oliver!                                        | Лайонел Барт                        | Лайонел Барт                 | Лайонел Барт                        | [ 5 ] |
| 1995 | «Трёхгрошовая опера»                          | The Threepenny Opera                           | Бертольт Брехт и Элизабет Хауптманн | Курт Вайль                   | Бертольт Брехт и Элизабет Хауптманн | [ 5 ] |
| 1997 | «Томми» ★                                     | The Who’s Tommy                                | Пит Таунсенд и Дес Макануфф         | Пит Таунсенд                 | Пит Таунсенд                        | [ 6 ] |
| 1997 | «Дживс»                                       | The Card                                       | Алан Эйкборн                        | Эндрю Ллойд Уэббер           | Алан Эйкборн                        | [ 6 ] |
| 1997 | «Иисус Христос — суперзвезда»                 | Jesus Christ Superstar                         | Тим Райс                            | Эндрю Ллойд Уэббер           | Тим Райс                            | [ 6 ] |
| 1997 | «Кафе Смоуки Джо»                             | Smokey Joe’s Cafe                              | Джерри Либер и Майк Столлер         | Джерри Либер и Майк Столлер  | Джерри Либер и Майк Столлер         | [ 6 ] |
| 1998 | «Чикаго» ★                                    | Chicago                                        | Боб Фосс и Фред Эбб                 | Джон Кандер                  | Фред Эбб                            | [ 7 ] |
| 1998 | «Чёртовы янки»                                | Damn Yankees                                   | Джордж Эбботт и Дуглас Уоллоп       | Ричард Адлер                 | Джерри Росс                         | [ 7 ] |
| 1998 | «Целуй меня, Кэт»                             | Kiss Me, Kate                                  | Сэмюэл и Белла Спевак               | Коул Портер                  | Коул Портер                         | [ 7 ] |
| 1999 | «Оклахома!» ★                                 | Oklahoma!                                      | Оскар Хаммерстайн II                | Ричард Роджерс               | Оскар Хаммерстайн II                | [ 8 ] |
| 1999 | «Энни»                                        | Annie                                          | Томас Миэн                          | Чарльз Страуз                | Мартин Чарнин                       | [ 8 ] |
| 1999 | «В лес»                                       | Into the Woods                                 | Джеймс Лэпин                        | Стивен Сондхайм              | Стивен Сондхайм                     | [ 8 ] |
| 1999 | «Плавучий театр»                              | Show Boat                                      | Оскар Хаммерстайн II                | Джером Керн                  | Оскар Хаммерстайн II                | [ 8 ] |

### 2000-е
| Год  | Название мюзикла                                                   | Оригинальное название мюзикла                  | Либретто                                    | Музыка                                                               | Слова                                                                | Прим.  |
| ---- | ------------------------------------------------------------------ | ---------------------------------------------- | ------------------------------------------- | -------------------------------------------------------------------- | -------------------------------------------------------------------- | ------ |
| 2000 | «Кандид» ★                                                         | Candide                                        | Лилиан Хеллман и Хью Уилер                  | Леонард Бернстайн                                                    | Ричард Уилбер и другие                                               | [ 9 ]  |
| 2000 | «Забавное происшествие по дороге на форум»                         | A Funny Thing Happened on the Way to the Forum | Бёрт Шевелов и Ларри Гелбарт                | Стивен Сондхайм                                                      | Стивен Сондхайм                                                      | [ 9 ]  |
| 2000 | «Дик Уиттингтон»                                                   | Dick Whittington                               | Джиллиан Линн, Стивен Кларк и Крис Уолкер   | Джиллиан Линн, Стивен Кларк и Крис Уолкер                            | Джиллиан Линн, Стивен Кларк и Крис Уолкер                            | [ 9 ]  |
| 2000 | «Пижамная игра»                                                    | The Pajama Game                                | Джордж Эбботт и Ричард Бисселл              | Ричард Адлер и Джерри Росс                                           | Ричард Адлер и Джерри Росс                                           | [ 9 ]  |
| 2001 | «Поющие под дождём» ★                                              | Singin' in the Rain                            | Бетти Комден и Адольф Грин                  | Насио Херб Браун                                                     | Артур Фрид                                                           | [ 10 ] |
| 2001 | «Король и я»                                                       | The King and I                                 | Оскар Хаммерстайн II                        | Ричард Роджерс                                                       | Оскар Хаммерстайн II                                                 | [ 10 ] |
| 2001 | «Корабль Её Величества „Пинафор“»                                  | H.M.S. Pinafore                                | Уильям Гилберт                              | Артур Салливан                                                       | Уильям Гилберт                                                       | [ 10 ] |
| 2001 | «Микадо»                                                           | The Mikado                                     | Уильям Гилберт                              | Артур Салливан                                                       | Уильям Гилберт                                                       | [ 10 ] |
| 2001 | «Пираты Пензанса»                                                  | The Pirates of Penzance                        | Уильям Гилберт                              | Артур Салливан                                                       | Уильям Гилберт                                                       | [ 10 ] |
| 2002 | «Моя прекрасная леди» ★                                            | My Fair Lady                                   | Алан Джей Лернер                            | Фредерик Лоу                                                         | Алан Джей Лернер                                                     | [ 11 ] |
| 2002 | «Целуй меня, Кэт»                                                  | Kiss Me, Kate                                  | Сэмюэл и Белла Спевак                       | Коул Портер                                                          | Коул Портер                                                          | [ 11 ] |
| 2002 | «Юг Тихого океана»                                                 | South Pacific                                  | Оскар Хаммерстайн II и Джошуа Логан         | Ричард Роджерс                                                       | Оскар Хаммерстайн II                                                 | [ 11 ] |
| 2003 | «Что бы ни случилось» ★                                            | Anything Goes                                  | Тимоти Круз и Джон Уайдман                  | Коул Портер                                                          | Коул Портер                                                          | [ 12 ] |
| 2003 | «О, что за чудесная война!»                                        | Oh, What a Lovely War!                         | Джоан Литтлвуд и труппа Theatre Workshop    | Джоан Литтлвуд и труппа Theatre Workshop                             | Джоан Литтлвуд и труппа Theatre Workshop                             | [ 12 ] |
| 2004 | «Увертюра Тихого океана» ★                                         | Pacific Overtures                              | Джон Уайдман                                | Стивен Сондхайм                                                      | Стивен Сондхайм                                                      | [ 13 ] |
| 2004 | «Высшее общество»                                                  | High Society                                   | Артур Копит                                 | Коул Портер                                                          | Коул Портер                                                          | [ 13 ] |
| 2004 | «Иосиф и удивительный разноцветный плащ снов»                      | Joseph and the Amazing Technicolor Dreamcoat   | Тим Райс                                    | Эндрю Ллойд Уэббер                                                   | Тим Райс                                                             | [ 13 ] |
| 2004 | «Расскажи мне в воскресенье»                                       | Tell Me on a Sunday                            | Дон Блэк                                    | Эндрю Ллойд Уэббер                                                   | Дон Блэк                                                             | [ 13 ] |
| 2005 | «Гранд-отель» ★                                                    | Grand Hotel                                    | Лютер Дэвис                                 | Роберт Райт и Джорж Форрест                                          | Роберт Райт и Джорж Форрест                                          | [ 14 ] |
| 2005 | «Просто божественно»                                               | Simply Heavenly                                | Лэнгстон Хьюз                               | Дэвид Мартин                                                         | Лэнгстон Хьюз                                                        | [ 14 ] |
| 2005 | «Забавное происшествие по дороге на форум»                         | A Funny Thing Happened on the Way to the Forum | Бёрт Шевелов и Ларри Гелбарт                | Стивен Сондхайм                                                      | Стивен Сондхайм                                                      | [ 14 ] |
| 2005 | «Суини Тодд, демон-парикмахер с Флит-стрит»                        | Sweeney Todd: The Demon Barber of Fleet Street | Хью Уилер                                   | Стивен Сондхайм                                                      | Стивен Сондхайм                                                      | [ 14 ] |
| 2006 | «Парни и куколки» ★                                                | Guys and Dolls                                 | Джо Сверлинг и Эйб Берроуз                  | Фрэнк Лёссер                                                         | Фрэнк Лёссер                                                         | [ 15 ] |
| 2006 | «Корабль Её Величества „Пинафор“» (в постановке Герберта Эпплмана) | H.M.S. Pinafore                                | Уильям Гилберт                              | Артур Салливан                                                       | Уильям Гилберт                                                       | [ 15 ] |
| 2007 | «Воскресенье в парке с Джорджем» ★                                 | Sunday In The Park With George                 | Джеймс Лэпин                                | Стивен Сондхайм                                                      | Стивен Сондхайм                                                      | [ 16 ] |
| 2007 | «Кабаре»                                                           | Cabaret                                        | Джо Мастерофф                               | Джон Кандер                                                          | Фред Эбб                                                             | [ 16 ] |
| 2007 | «Эвита»                                                            | Evita                                          | Тим Райс                                    | Эндрю Ллойд Уэббер                                                   | Тим Райс                                                             | [ 16 ] |
| 2007 | «Звуки музыки»                                                     | The Sound of Music                             | Ховард Линдси и Рассел Круз                 | Ричард Роджерс                                                       | Оскар Хаммерстайн II                                                 | [ 16 ] |
| 2008 | «Волшебная флейта» ★                                               | The Magic Flute                                | Марк Дорнфорд-Мэй (адаптация оперы Моцарта) | Мэндеси Дайантис, Мбали Кгосидинци, Полин Мейлефан и Нолуфефе Мтшабе | Мэндеси Дайантис, Мбали Кгосидинци, Полин Мейлефан и Нолуфефе Мтшабе | [ 17 ] |
| 2008 | «Скрипач на крыше»                                                 | Fiddler on the Roof                            | Джозеф Стайн                                | Джерри Бок                                                           | Шелдон Харник                                                        | [ 17 ] |
| 2008 | «Магазинчик ужасов»                                                | Little Shop of Horrors                         | Ховард Эшман                                | Алан Менкен                                                          | Ховард Эшман                                                         | [ 17 ] |
| 2009 | «Клетка для чудаков» ★                                             | La Cage Aux Folles                             | Харви Файерстин                             | Джерри Херман                                                        | Джерри Херман                                                        | [ 18 ] |
| 2009 | «Пиаф»                                                             | Piaf                                           | Пэм Гемс                                    | Пэм Гемс                                                             | Пэм Гемс                                                             | [ 18 ] |
| 2009 | «Бульвар Сансет»                                                   | Sunset Boulevard                               | Дон Блэк и Кристофер Хэмптон                | Эндрю Ллойд Уэббер                                                   | Дон Блэк и Кристофер Хэмптон                                         | [ 18 ] |
| 2009 | «Вестсайдская история»                                             | West Side Story                                | Артур Лорентс                               | Леонард Бернстайн                                                    | Стивен Сондхайм                                                      | [ 18 ] |

### 2010-е
| Год  | Название мюзикла                              | Оригинальное название мюзикла                  | Либретто                                                      | Музыка                                     | Слова                                                        | Прим.  |
| ---- | --------------------------------------------- | ---------------------------------------------- | ------------------------------------------------------------- | ------------------------------------------ | ------------------------------------------------------------ | ------ |
| 2010 | «Хелло, Долли!» ★                             | Hello, Dolly!                                  | Майкл Стюарт                                                  | Джерри Херман                              | Джерри Херман                                                | [ 19 ] |
| 2010 | «Энни, возьми своё ружьё»                     | Annie Get Your Gun                             | Герберт и Дороти Филдс                                        | Ирвинг Берлин                              | Ирвинг Берлин                                                | [ 19 ] |
| 2010 | «Маленькая серенада»                          | A Little Night Music                           | Хью Уилер                                                     | Стивен Сондхайм                            | Стивен Сондхайм                                              | [ 19 ] |
| 2010 | «Оливер!»                                     | Oliver!                                        | Лайонел Барт                                                  | Лайонел Барт                               | Лайонел Барт                                                 | [ 19 ] |
| 2011 | «В лес» ★                                     | Into the Woods                                 | Джеймс Лэпин                                                  | Стивен Сондхайм                            | Стивен Сондхайм                                              | [ 20 ] |
| 2011 | «Страсть»                                     | Passion                                        | Джеймс Лэпин                                                  | Стивен Сондхайм                            | Стивен Сондхайм                                              | [ 20 ] |
| 2011 | «Милая Черити»                                | Sweet Charity                                  | Нил Саймон                                                    | Сай Коулмэн                                | Дороти Филдс                                                 | [ 20 ] |
| 2012 | «Без ума от тебя» ★                           | Crazy For You                                  | Кен Людвиг                                                    | Джорж Гершвин                              | Айра Гершвин                                                 | [ 21 ] |
| 2012 | «Поющие под дождём»                           | Singin' in the Rain                            | Бетти Комден и Адольф Грин                                    | Насио Херб Браун                           | Артур Фрид                                                   | [ 21 ] |
| 2012 | «Юг Тихого океана»                            | South Pacific                                  | Оскар Хаммерстайн II и Джошуа Логан                           | Ричард Роджерс                             | Оскар Хаммерстайн II                                         | [ 21 ] |
| 2012 | «Волшебник страны Оз»                         | The Wizard of Oz                               | Эндрю Ллойд Уэббер и Джереми Сэмс                             | Эндрю Ллойд Уэббер и Гарольд Арлен         | Тим Райс и Э. И. Харбёрг                                     | [ 21 ] |
| 2013 | «Суини Тодд, демон-парикмахер с Флит-стрит» ★ | Sweeney Todd: The Demon Barber of Fleet Street | Хью Уилер                                                     | Стивен Сондхайм                            | Стивен Сондхайм                                              | [ 22 ] |
| 2013 | «Кордебалет»                                  | A Chorus Line                                  | Джеймс Кирквуд-младший и Николас Данте                        | Марвин Хэмлиш                              | Эдвард Клебан                                                | [ 22 ] |
| 2013 | «Кабаре»                                      | Cabaret                                        | Джо Мастерофф                                                 | Джон Кандер                                | Фред Эбб                                                     | [ 22 ] |
| 2013 | «Целуй меня, Кэт»                             | Kiss Me, Kate                                  | Сэмюэл и Белла Спевак                                         | Коул Портер                                | Коул Портер                                                  | [ 22 ] |
| 2014 | «Мы едем, едем, едем…» ★                      | Merrily We Roll Along                          | Джордж Фёрт                                                   | Стивен Сондхайм                            | Стивен Сондхайм                                              | [ 23 ] |
| 2014 | «Звуки музыки»                                | The Sound of Music                             | Ховард Линдсей и Рассел Круз                                  | Ричард Роджерс                             | Оскар Хаммерстайн II                                         | [ 23 ] |
| 2014 | «Расскажи мне в воскресенье»                  | Tell Me on a Sunday                            | Дон Блэк                                                      | Дон Блэк                                   |                                                              | [ 23 ] |
| 2015 | «Город ангелов» ★                             | City Of Angels                                 | Ларри Гелбарт                                                 | Сай Коулмэн                                | Дэвид Зиппель                                                | [ 24 ] |
| 2015 | «Кошки»                                       | Cats                                           | Т. С. Элиот                                                   | Эндрю Ллойд Уэббер                         | Т. С. Элиот (совместно с Тревором Нанном и Ричардом Стилгоу) | [ 24 ] |
| 2015 | «Мисс Сайгон»                                 | Miss Saigon                                    | Алан Бублиль и Клод-Мишель Шонберг                            | Клод-Мишель Шонберг                        | Алан Бублиль и Ричард Молтби-младший                         | [ 24 ] |
| 2015 | «Порги и Бесс»                                | Porgy and Bess                                 | Дороти Хэуорд и Дюбоз Хейуорд (в адаптации Сьюзан-Лори Паркс) | Джордж Гершвин (в адаптации Дейдре Мюррей) | Айра Гершвин                                                 | [ 24 ] |
| 2016 | «Джипси» ★                                    | Gypsy                                          | Артур Лорентс                                                 | Жюль Стайн                                 | Стивен Сондхайм                                              | [ 25 ] |
| 2016 | «Багси Мэлоун»                                | Bugsy Malone                                   | Алан Паркер                                                   | Пол Уильямс                                | Пол Уильямс                                                  | [ 25 ] |
| 2016 | «Парни и куколки»                             | Guys and Dolls                                 | Джо Сверлинг и Эйб Берроуз                                    | Фрэнк Лёссер                               | Фрэнк Лёссер                                                 | [ 25 ] |
| 2016 | «Семь невест для семи братьев»                | Seven Brides for Seven Brothers                | Лоуренс Каша и Дэвид Лэндей                                   | Джин Де Пол, Эл Кэша и Джоэл Хёршхорн      | Джонни Мерсер, Эл Кэша и Джоэл Хёршхорн                      | [ 25 ] |
| 2017 | «Иисус Христос — суперзвезда» ★               | Jesus Christ Superstar                         | Тим Райс                                                      | Эндрю Ллойд Уэббер                         | Тим Райс                                                     | [ 26 ] |
| 2017 | «Плавучий театр»                              | Show Boat                                      | Оскар Хаммерстайн II                                          | Джером Керн                                | Оскар Хаммерстайн II                                         | [ 26 ] |
| 2017 | «Бульвар Сансет»                              | Sunset Boulevard                               | Дон Блэк и Кристофер Хэмптон                                  | Эндрю Ллойд Уэббер                         | Дон Блэк и Кристофер Хэмптон                                 | [ 26 ] |
| 2017 | «Смешная девчонка»                            | Funny Girl                                     | Изобель Леннарт                                               | Жюль Стайн                                 | Боб Меррилл                                                  | [ 26 ] |
| 2018 | «Безумства» ★                                 | Follies                                        | Джеймс Голдмен                                                | Стивен Сондхайм                            | Стивен Сондхайм                                              | [ 27 ] |
| 2018 | «42-я улица»                                  | 42nd Street                                    | Майкл Стюарт и Марк Брамбл                                    | Гарри Уоррен                               | Эл Дубин                                                     | [ 27 ] |
| 2018 | «Увольнение в город»                          | On the Town                                    | Бетти Комден и Адольф Грин                                    | Леонард Бернстайн                          | Бетти Комден и Адольф Грин                                   | [ 27 ] |
| 2019 | «Компания» ★                                  | Company                                        | Джордж Ферт                                                   | Стивен Сондхайм                            | Стивен Сондхайм                                              | [ 28 ] |
| 2019 | «Кэролайн, или Перемены»                      | Caroline, or Change                            | Тони Кушнер                                                   | Жанин Тесори                               | Тони Кушнер                                                  | [ 28 ] |
| 2019 | «Король и я»                                  | King and I                                     | Оскар Хаммерстайн II                                          | Ричард Роджерс                             | Оскар Хаммерстайн II                                         | [ 28 ] |

### 2020-е
| Год       | Название мюзикла                              | Оригинальное название мюзикла                | Либретто                                                                          | Музыка                                    | Слова                                     | Прим.  |
| --------- | --------------------------------------------- | -------------------------------------------- | --------------------------------------------------------------------------------- | ----------------------------------------- | ----------------------------------------- | ------ |
| 2020-2021 | «Скрипач на крыше»                            | Fiddler on the Roof                          | Джозеф Стайн                                                                      | Джерри Бок                                | Шелдон Харник                             |        |
| 2020-2021 | «Эвита»                                       | Evita                                        | Тим Райс                                                                          | Эндрю Ллойд Уэббер                        | Тим Райс                                  |        |
| 2020-2021 | «Иосиф и удивительный разноцветный плащ снов» | Joseph and the Amazing Technicolor Dreamcoat | Тим Райс                                                                          | Эндрю Ллойд Уэббер                        | Тим Райс                                  |        |
| 2020-2021 | «Мэри Поппинс»                                | Mary Poppins                                 | Джулиан Феллоуз                                                                   | Братья Шерман, Джордж Стайлз и Энтони Дрю | Братья Шерман, Джордж Стайлз и Энтони Дрю |        |
| 2022      | «Кабаре»                                      | Cabaret                                      | Джо Мастероф                                                                      | Джон Кандер                               | Фред Эбб                                  | [ 29 ] |
| 2022      | «Всё пройдет»                                 | Anything Goes                                | Гай Болтон, Рассел Круз, Тимоти Круз, Говард Линдси, Джон Вайдман и П. Г. Вудхаус | Коул Портер                               | Коул Портер                               | [ 29 ] |
| 2022      | «Пробуждение весны»                           | Spring Awakening                             | Стивен Сатер                                                                      | Данкан Шейк                               | Стивен Сатер                              | [ 29 ] |
| 2023      | «Оклахома!»                                   | Oklahoma!                                    | Оскар Хаммерстайн II                                                              | Ричард Роджерс                            | Оскар Хаммерстайн II                      | [ 30 ] |
| 2023      | «Моя прекрасная леди»                         | My Fair Lady                                 | Алан Джей Лернер                                                                  | Фредерик Лоу                              | Алан Джей Лернер                          | [ 30 ] |
| 2023      | «Действуй, сестра!»                           | Sister Act                                   | Чери и Билл Стайнкеллнер                                                          | Алан Менкен                               | Гленн Слейтер                             | [ 30 ] |
| 2023      | «Юг Тихого океана»                            | South Pacific                                | Оскар Хаммерстайн II и Джошуа Логан                                               | Ричард Роджерс                            | Оскар Хаммерстайн II                      | [ 30 ] |
| 2024      | «Бульвар Сансет»                              | Sunset Boulevard                             | Дон Блэк и Кристофер Хэмптон                                                      | Эндрю Ллойд Уэббер                        | Дон Блэк и Кристофер Хэмптон              |        |
| 2024      | «День сурка»                                  | Groundhog Day                                | Дэнни Рубин                                                                       | Тим Минчин                                | Тим Минчин                                |        |
| 2024      | «Парни и куколки»                             | Guys and Dolls                               | Джо Сверлинг и Эйб Берроуз                                                        | Фрэнк Лёссер                              | Фрэнк Лёссер                              |        |
| 2024      | «Хейдестаун» («Аидоград»)                     | Hadestown                                    | Анаис Митчелл                                                                     | Анаис Митчелл                             | Анаис Митчелл                             |        |
| 2025      | «Скрипач на крыше»                            | Fiddler on the Roof                          | Джозеф Стайн                                                                      | Джерри Бок                                | Шелдон Харник                             |        |
| 2025      | «Хелло, Долли!»                               | Hello, Dolly!                                | Майкл Стюарт                                                                      | Джерри Херман                             | Джерри Херман                             |        |
| 2025      | «Оливер!»                                     | Oliver!                                      | Лайонел Барт                                                                      | Лайонел Барт                              | Лайонел Барт                              |        |
| 2025      | «Звёздный Экспресс»                           | Starlight Express                            | Ричард Стилгоу                                                                    | Эндрю Ллойд Уэббер                        | Ричард Стилгоу                            |        |